# 马德望皇家车站

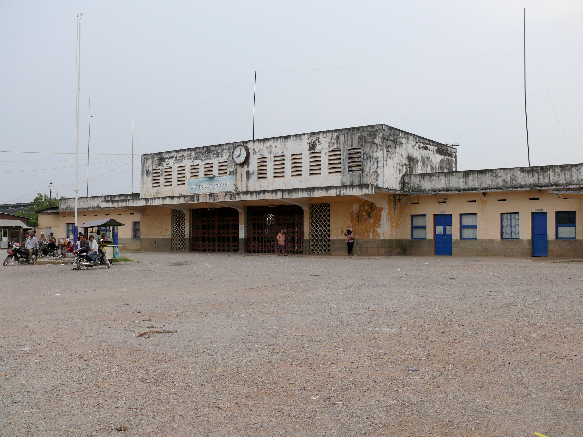
马德望皇家车站（2009年摄）

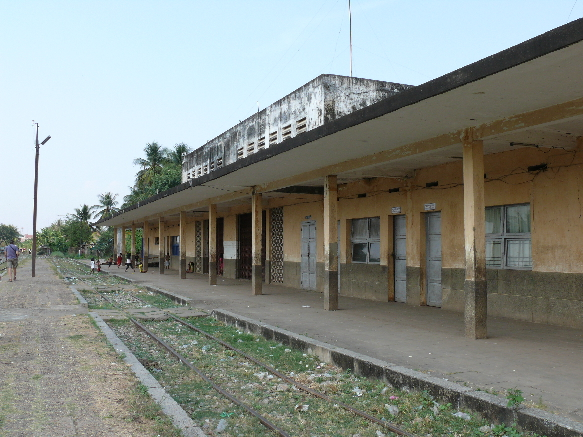
马德望皇家车站的站台（2009年摄）

马德望皇家车站是指位于柬埔寨马德望省省会马德望的鐵路车站。该车站于1953年开始运营，直至2009年关停。2018年7月，车站重新恢复运营。

## 建筑
在2009年停止运营后，马德望皇家车站的站房重新进行了外墙粉刷工作，时至今日保存完好。车站入口处的一个钟表从一个未知的日子起停滞在8时02分。2018年1月起，马德望站站内铁轨被陆续替换。除站房外，马德望站还有一个废弃仓库和机车车辆的残骸。虽然这些设施一直处于未维护的状态，但其中一些建筑一直被用于生活，储存物资或处理部分业务。

## 线路
马德望皇家车站内的线路标准为1000毫米（即米轨）。第二次世界大战时，马德望被泰国占领，该线路即在该期间由泰国人完成的。在柬埔寨内战期间，该线路遭到大炮的猛烈攻击，赤色高棉破坏了铁轨的多处地段。20世纪80年代，有限的铁路服务被恢复。恢复的路段为马德望至金边区间，单程用时为14小时。2009年，由于铁路条件过差，铁路服务被完全取消。2018年7月，马德望皇家车站和相关线路重新开通。现时，到泰国边境的列车每隔一天运行一次，以满足从金边到曼谷的运输服务计划。

## 其他特色

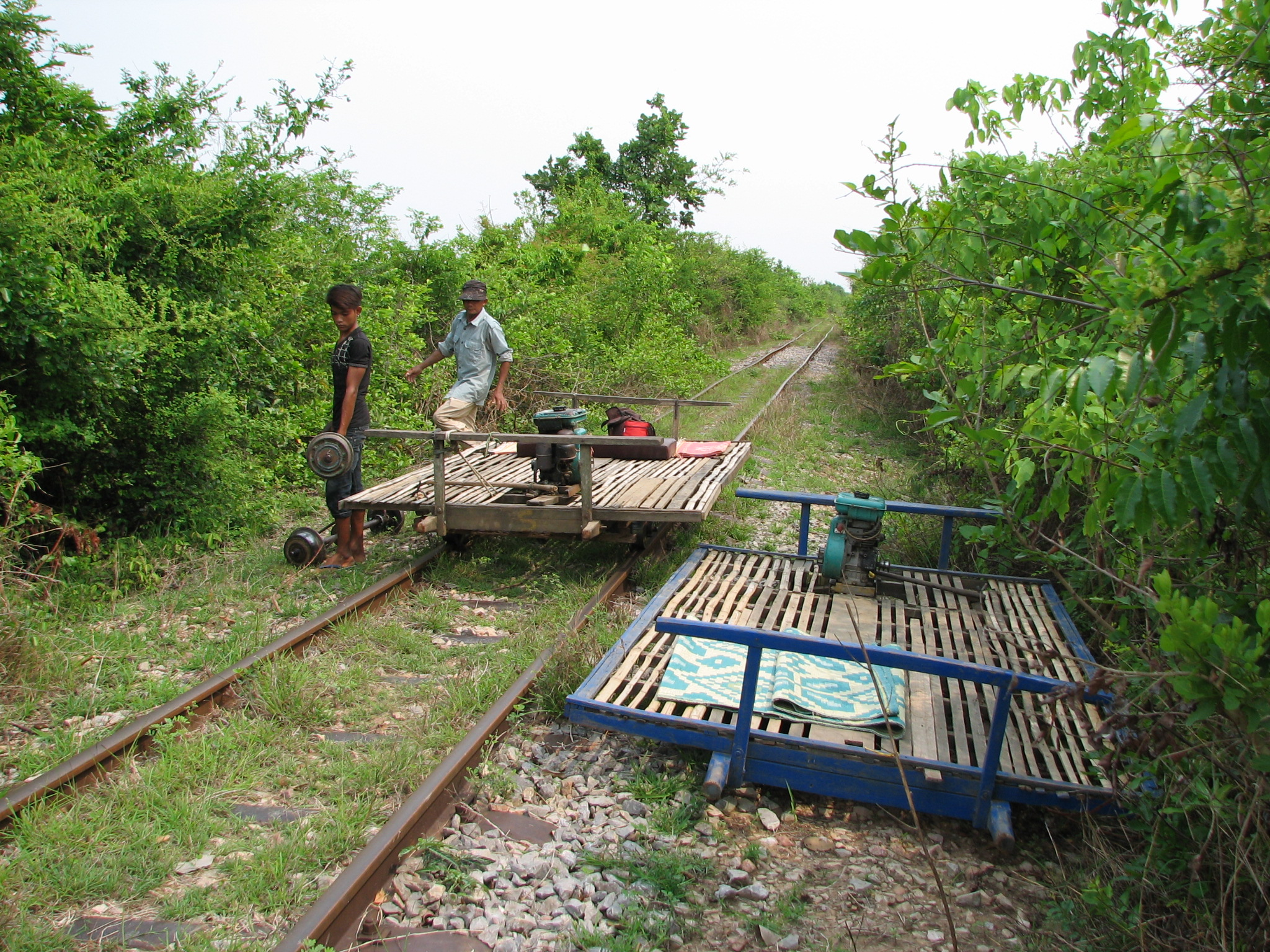
马德望皇家车站附近的竹制列车

在马德望皇家车站东南约4公里处的轨道上摆放着由竹子制成的小列车。